# Jacques-Joachim Trotti de La Chétardie
 (août 2017).
Jacques-Joachim Trotti, marquis de La Chétardie, né à Paris le 3 octobre 1705 et mort à Hanau (Hesse-Cassel) le 1er janvier 1759, est un officier et diplomate français, organisateur du coup d'État qui place Élisabeth Ire sur le trône de Russie en 1741.

## Biographie

### Origines familiales, enfance et jeunesse, débuts dans la diplomatie
Joachim Trotti de la Chétardie est issu d'une vieille famille angoumoise de la noblesse française. Son oncle l'abbé Joachim de la Chétardie (1636-1714) était le confesseur de Madame de Maintenon.
Lieutenant en 1721, colonel en 1734, sa carrière militaire fut interrompue par des missions diplomatiques à l'étranger, grâce à son beau-père, lui-même ambassadeur au service de Louis XV.
Angleterre, Hollande…, ministre plénipotentiaire du Royaume de France auprès du roi de Prusse Frédéric-Guillaume Ier depuis 1731, il parcourt l'Europe en menant de front sa carrière militaire et ses missions diplomatiques, combattant notamment dans la guerre de Succession de Pologne qui embrase toute l'Europe de 1733 à 1738.
C'est à partir de 1734 qu'il opte tout à fait pour la diplomatie, la fonction d'ambassadeur de France en Prusse, neutre dans ce conflit, ne lui permettant plus d'être appelé sous les armes. Il choisit définitivement le raffinement feutré des cours et des chancelleries européennes.
Momentanément défenseur de Voltaire à Berlin et à Versailles, le jeune diplomate se crée la réputation d'un « très aimable garçon », selon les mots du prince Frédéric dans une lettre adressée au philosophe français. Il avait le goût de l'intrigue, de la mondanité et une finesse, une bonne mine et une galanterie bien française, à l'intelligence prompte et déliée qui séduira bientôt la future tsarine de Russie.
Arrivé en Russie à la Cour d'Anna Ivanovna à Saint-Pétersbourg en 1739 en tant que Ministre Plénipotentiaire, La Chétardie s'emploie à développer les liens entre le Royaume de France (alors considéré comme ennemi), et l'Empire de Russie, tout en s'assurant qu'ils perdurent après la mort de la Tsarine. Il se met au courant des différents problèmes que connaît la Russie pour la succession au trône et se rapproche de la très francophile princesse Élisabeth Petrovna, fille de Pierre le Grand dont il pressent qu'elle sera la future femme forte du pays. Les deux jeunes gens semblent se plaire dès leur premier entretien. La princesse, alors âgée de 30 ans, était ce qu'il était convenu d'appeler au XVIIIe siècle une belle femme, grande, aux yeux bleus, d'un naturel enjoué. Pour elle, le marquis de la Chétardie était le fin du fin de l'esprit français, vers lequel elle était tournée depuis son enfance. C'est ainsi qu'à la mort d'Anna Ivanova en octobre 1740 (La Chétardie la décrivait comme vulgaire, rude et hommasse), le goût de l'intrigue qu'avait depuis toujours le Marquis put enfin s'épanouir…

### Le coup d'État du 25 novembre 1741
La défunte Tsarine avait désigné pour successeur un bébé de deux mois, Ivan Antonovitch, arrière-petit-fils d'Ivan V. Bühren ou Biron, tel qu'il est nommé en français, fut désigné régent, mais compte tenu de son impopularité, cela ne dura qu'un mois. Renversé par le feld-maréchal Münich, il fut remplacé par la mère de l'héritier du trône, Anna Leopoldovna, qui, mariée à un Allemand, ne suscitait pas plus de sympathie auprès du peuple russe. Pour La Chétardie comme pour beaucoup, cette situation ne pouvait pas durer, d'autant que la politique de la nouvelle Régente était loin d'être favorable à la France, puisqu'elle s'appuyait sur son parti allemand, ennemi héréditaire de la Couronne française, mais aussi de celle de Russie.
Connaissant les relations qu'entretenaient la princesse Élisabeth et le marquis de La Chétardie, Anna Léopoldovna fit surveiller le « duo » par une omniprésence policière qui fit sortir de ses gonds Élisabeth. Pour tromper la surveillance entreprise par la régente à l'égard d'Élisabeth, La Chétardie décida pour un temps de faire passer leur relation par l'intermédiaire d'un ami de la princesse, d'origine française : le comte Jean Armand de Lestocq. Il tentait par cet intermédiaire de faire agir la princesse contre le totalitarisme de Leopoldovna. Pendant plusieurs semaines de tergiversations, de lettres secrètes, de rendez-vous secrets, de gestes convenus, dans une atmosphère de conjuration, La Chétardie tenta d'entraîner la princesse et la Garde pour renverser « le parti allemand » de la Régente.
Informé de l'évolution de la situation, Versailles voyait avec inquiétude l'ambassadeur de France se mêler d'un peu trop près des affaires russes. On jugea cependant préférable de ne pas décourager la prétendante au trône impérial, La Chétardie ayant fort bien plaidé contre le projet d'alliance de la régente avec l'Angleterre au détriment de la France. Après moult péripéties à la Cour de Saint-Pétersbourg comme auprès de celle de Versailles, lors d'une sorte de Conseil privé tenu le 5 décembre 1741, La Chétardie et l'entourage d'Élisabeth Pretrovna firent plier la princesse pour qu'elle exécute le projet de coup d'État à la tête des soldats de la Garde qui lui étaient dévoués.
Le coup d'État eut lieu dans la nuit du 5 au 6 décembre 1741 (25 novembre du calendrier julien). La famille de la régente est arrêtée et transférée du palais d'Hiver à celui d'Élisabeth. Malgré le froid des nuits de l'hiver russe, les rues de Saint-Pétersbourg sont parcourues par une foule en liesse. C'est que la nouvelle impératrice était une souveraine foncièrement russe, dont l'avènement signifiait la chute définitive du régime allemand détesté. Naturellement, au palais de la Légation française, La Chétardie ne manque pas de suivre les évènements heure par heure. Lorsque le succès du coup d'État est éclatant, il part immédiatement présenter ses compliments à Élisabeth. Fait significatif confirmé par plusieurs témoignages, les soldats du régiment Preobrajensky se bousculent pour baiser les mains de l'ambassadeur français, l'appelant leur père et leur sauveur !
Il est manifeste que le plan de ce coup d'État avait eu non seulement l'appui de l'ambassade de France mais qu'il était aussi en quelque sorte l'œuvre du chef de la délégation française, le marquis de la Chétardie. Reconnaissante, Élisabeth envoya un message de remerciements au roi Louis XV. Pour La Chétardie, c'était le triomphe complet : à Versailles on se louait de son audace, et l'alliance tant espérée avec la Russie allait donc aboutir ; à la Cour de Russie l'ambassadeur avait désormais ses grandes entrées, mais on chuchotait déjà qu'il avait aussi ses petites entrées dans les appartements privés de l'Impératrice, étant admis parmi les proches d'Élisabeth Pétrovna. Le lendemain du coup d'État n'avait-elle pas envoyé six messages le même jour à l'Ambassadeur de France dont celui adressé au roi de France pour lui exprimer toute sa gratitude ? Lors de l'entretien avec l'ambassadeur, la nouvelle Impératrice était allée jusqu'à lui demander conseil sur l'avenir du tsar Ivan VI, redevenu en la circonstance prince de Brunswick. La Chétardie n'hésita pas : « On ne saurait, répondit-il, apporter trop de moyens pour effacer jusqu'aux traces du règnes d'Ivan VI ! » De fait, l'infortuné enfant fut enfermé, devint fou, et mourut assassiné sur l'ordre de Catherine II en 1764 !
Participant à l'arbitrage dynastique de la Russie, le marquis de la Chétardie croyait avoir atteint des hauteurs dont il ne redescendrait plus.

### La disgrâce
Le marquis de la Chétardie est décoré de l'ordre de Saint-André et de l'ordre de Sainte-Anne.
Il est disgracié et doit quitter la Russie en 1743 à cause d'une correspondance peu flatteuse pour la tsarine que la police russe avait interceptée. Il revient à la vie militaire. Il combat en Italie, où il gagne ses grades de maréchal de camp en 1745 et de lieutenant général en 1748. Il est ambassadeur à Turin de 1749 à 1751. Il reprend du service en 1756, pour la guerre de Sept Ans. Il meurt à Hanau le 1er janvier 1758.

## Voir aussi

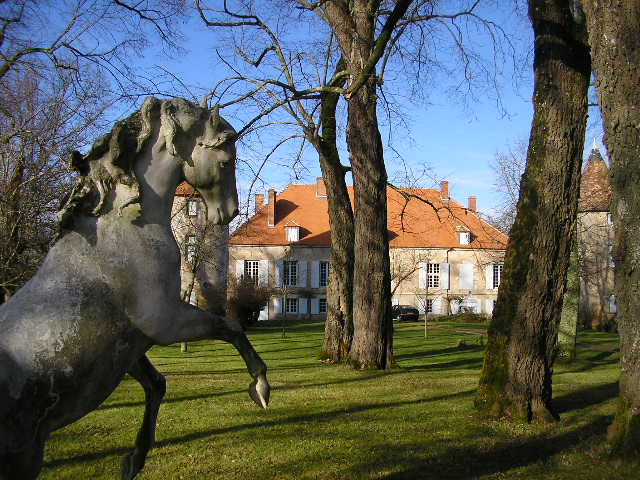
Château de la Chétardie.